# Ski de fond aux Jeux olympiques de 2014 – 30 kilomètres femmes
Navigation
Vancouver 2010 Pyeongchang 2018
L'épreuve féminine de 30 kilomètres de ski de fond des Jeux olympiques d'hiver de 2014, courue en style libre, a lieu le 22 février 2014 au complexe de ski de fond et de biathlon Laura. Trois Norvégiennes s'adjugent les trois premières places : Marit Bjørgen, Therese Johaug et Kristin Størmer Steira.

## Médaillés
| Or                  | Argent               | Bronze                       |
| Marit Bjørgen (NOR) | Therese Johaug (NOR) | Kristin Størmer Steira (NOR) |

## Résultats
La course commence à 10:30.
| Rang                                | Dossard | Athlète                    | Nationalité        | Temps             | Retard         |
| ----------------------------------- | ------- | -------------------------- | ------------------ | ----------------- | -------------- |
| Médaille d'or, Jeux olympiques      | 2       | Marit Bjørgen              | Norvège            | 1 h 11 min 05 s 2 | —              |
| Médaille d'argent, Jeux olympiques  | 1       | Therese Johaug             | Norvège            | 1 h 11 min 07 s 8 | +2 s 6         |
| Médaille de bronze, Jeux olympiques | 10      | Kristin Størmer Steira     | Norvège            | 1 h 11 min 28 s 8 | +23 s 6        |
| 4                                   | 5       | Kerttu Niskanen            | Finlande           | 1 h 12 min 26 s 9 | +1 min 21 s 7  |
| 5                                   | 13      | Eva Vrabcová-Nývltová      | République tchèque | 1 h 12 min 27 s 1 | +1 min 21 s 9  |
| 6                                   | 20      | Aurore Jéan                | France             | 1 h 12 min 27 s 5 | +1 min 22 s 3  |
| 7                                   | 21      | Coraline Hugue             | France             | 1 h 12 min 29 s 5 | +1 min 24 s 3  |
| 8                                   | 25      | Emma Wikén                 | Suède              | 1 h 12 min 31 s 6 | +1 min 26 s 4  |
| 9                                   | 31      | Seraina Boner              | Suisse             | 1 h 12 min 35 s 0 | +1 min 29 s 8  |
| 10                                  | 37      | Laura Orgué                | Espagne            | 1 h 12 min 37 s 3 | +1 min 32 s 1  |
| 11                                  | 24      | Anna Haag                  | Suède              | 1 h 12 min 40 s 1 | +1 min 34 s 9  |
| 12                                  | 15      | Katrin Zeller              | Allemagne          | 1 h 12 min 41 s 4 | +1 min 36 s 2  |
| 13                                  | 34      | Elisa Brocard              | Italie             | 1 h 12 min 42 s 0 | +1 min 36 s 8  |
| 14                                  | 28      | Valentina Shevchenko       | Ukraine            | 1 h 12 min 42 s 6 | +1 min 37 s 4  |
| 15                                  | 29      | Natalia Joukova            | Russie             | 1 h 12 min 56 s 7 | +1 min 51 s 5  |
| 16                                  | 30      | Debora Agreiter            | Italie             | 1 h 12 min 58 s 5 | +1 min 53 s 3  |
| 17                                  | 26      | Anouk Faivre-Picon         | France             | 1 h 13 min 29 s 4 | +2 min 24 s 2  |
| 18                                  | 7       | Krista Lähteenmäki         | Finlande           | 1 h 13 min 37 s 6 | +2 min 32 s 4  |
| 19                                  | 4       | Heidi Weng                 | Norvège            | 1 h 13 min 46 s 1 | +2 min 40 s 9  |
| 20                                  | 33      | Teresa Stadlober           | Autriche           | 1 h 13 min 50 s 1 | +2 min 44 s 9  |
| 21                                  | 9       | Aino-Kaisa Saarinen        | Finlande           | 1 h 13 min 52 s 5 | +2 min 47 s 3  |
| 22                                  | 48      | Li Hongxue                 | Chine              | 1 h 14 min 01 s 5 | +2 min 56 s 3  |
| 23                                  | 12      | Masako Ishida              | Japon              | 1 h 14 min 09 s 0 | +3 min 03 s 8  |
| 24                                  | 11      | Elizabeth Stephen          | États-Unis         | 1 h 14 min 11 s 8 | +3 min 06 s 6  |
| 25                                  | 27      | Marina Piller              | Italie             | 1 h 14 min 44 s 7 | +3 min 39 s 5  |
| 26                                  | 19      | Riitta-Liisa Roponen       | Finlande           | 1 h 14 min 51 s 6 | +3 min 46 s 4  |
| 27                                  | 32      | Holly Brooks               | États-Unis         | 1 h 14 min 58 s 3 | +3 min 53 s 1  |
| 28                                  | 16      | Kikkan Randall             | États-Unis         | 1 h 15 min 10 s 7 | +4 min 05 s 5  |
| 29                                  | 22      | Irina Khazova              | Russie             | 1 h 15 min 19 s 2 | +4 min 14 s 0  |
| DSQ                                 | 22      | Julia Ivanova              | Russie             | 1 h 15 min 22 s 1 | +4 min 16 s 9  |
| 31                                  | 35      | Barbara Jezeršek           | Slovénie           | 1 h 15 min 35 s 8 | +4 min 30 s 6  |
| DSQ                                 | 8       | Yuliya Chekaleva           | Russie             | 1 h 15 min 46 s 6 | +4 min 41 s 4  |
| 33                                  | 44      | Sylwia Jaśkowiec           | Pologne            | 1 h 15 min 47 s 6 | +4 min 42 s 4  |
| 34                                  | 6       | Charlotte Kalla            | Suède              | 1 h 16 min 18 s 5 | +5 min 13 s 3  |
| 35                                  | 41      | Maryna Antsybor            | Ukraine            | 1 h 16 min 22 s 7 | +5 min 17 s 5  |
| 36                                  | 52      | Lee Chae-won               | Corée du Sud       | 1 h 16 min 38 s 2 | +5 min 33 s 0  |
| 37                                  | 40      | Petra Novaková             | République tchèque | 1 h 17 min 49 s 6 | +6 min 44 s 4  |
| 38                                  | 49      | Kateryna Grygorenko        | Ukraine            | 1 h 17 min 53 s 0 | +6 min 47 s 8  |
| 39                                  | 18      | Sara Lindborg              | Suède              | 1 h 18 min 03 s 9 | +6 min 58 s 7  |
| 40                                  | 14      | Jessica Diggins            | États-Unis         | 1 h 18 min 13 s 0 | +7 min 07 s 8  |
| 41                                  | 39      | Paulina Maciuszek          | Pologne            | 1 h 18 min 44 s 7 | +7 min 39 s 5  |
| 42                                  | 38      | Alena Sannikova            | Biélorussie        | 1 h 18 min 46 s 3 | +7 min 41 s 1  |
| 43                                  | 53      | Kornelia Kubińska          | Pologne            | 1 h 19 min 57 s 7 | +8 min 52 s 5  |
| 44                                  | 36      | Ilaria Debertolis          | Italie             | 1 h 20 min 22 s 2 | +9 min 17 s 0  |
| 45                                  | 30      | Klara Moravcová            | République tchèque | 1 h 20 min 56 s 4 | +9 min 51 s 2  |
| 46                                  | 54      | Brittany Webster           | Canada             | 1 h 21 min 05 s 5 | +10 min 00 s 3 |
| 47                                  | 46      | Emily Nishikawa            | Canada             | 1 h 21 min 38 s 6 | +10 min 33 s 4 |
| 48                                  | 43      | Elena Kolomina             | Kazakhstan         | 1 h 21 min 50 s 0 | +10 min 44 s 8 |
| 49                                  | 42      | Amanda Ammar               | Canada             | 1 h 22 min 03 s 7 | +10 min 58 s 5 |
| 50                                  | 47      | Antoniya Grigorova-Burgova | Bulgarie           | 1 h 23 min 05 s 6 | +12 min 00 s 4 |
| 51                                  | 45      | Tatyana Ossipova           | Kazakhstan         | 1 h 23 min 52 s 6 | +12 min 47 s 4 |
| 52                                  | 51      | Heidi Widmer               | Canada             | 1 h 24 min 11 s 5 | +13 min 06 s 3 |
| 53                                  | 56      | Vedrana Malec              | Croatie            | 1 h 24 min 13 s 4 | +13 min 08 s 2 |
| 54                                  | 57      | Aimee Watson               | Australie          | 1 h 34 min 00 s 1 | +22 min 54 s 9 |
|                                     | 3       | Justyna Kowalczyk          | Pologne            | DNF               |                |
|                                     | 23      | Nicole Fessel              | Allemagne          | DNF               |                |
|                                     | 55      | Teodora Malcheva           | Bulgarie           | DNF               |                |